# Lophojoppa democratica
Lophojoppa democratica är en stekelart som först beskrevs av Cameron 1885.  Lophojoppa democratica ingår i släktet Lophojoppa och familjen brokparasitsteklar. Inga underarter finns listade i Catalogue of Life.